# بيرسي هيث
بيرسي هيث (بالإنجليزية: Percy Heath)‏ هو طيار وعازف جاز أمريكي، ولد في 30 أبريل 1923 في ويلمينغتون في الولايات المتحدة، وتوفي في 28 أبريل 2005 في ساوثهامبتون ‏ في الولايات المتحدة.

## وصلات خارجية
- بيرسي هيث على موقع IMDb (الإنجليزية)
- بيرسي هيث على موقع ميوزك برينز (الإنجليزية)
- بيرسي هيث على موقع قاعدة بيانات الأفلام السويدية (السويدية)
- بيرسي هيث على موقع أول ميوزيك (الإنجليزية)
- بيرسي هيث على موقع ديسكوغز (الإنجليزية)
- بيرسي هيث على موقع كينوبويسك (الروسية)